# ヨハン・アダム・ヘッケル

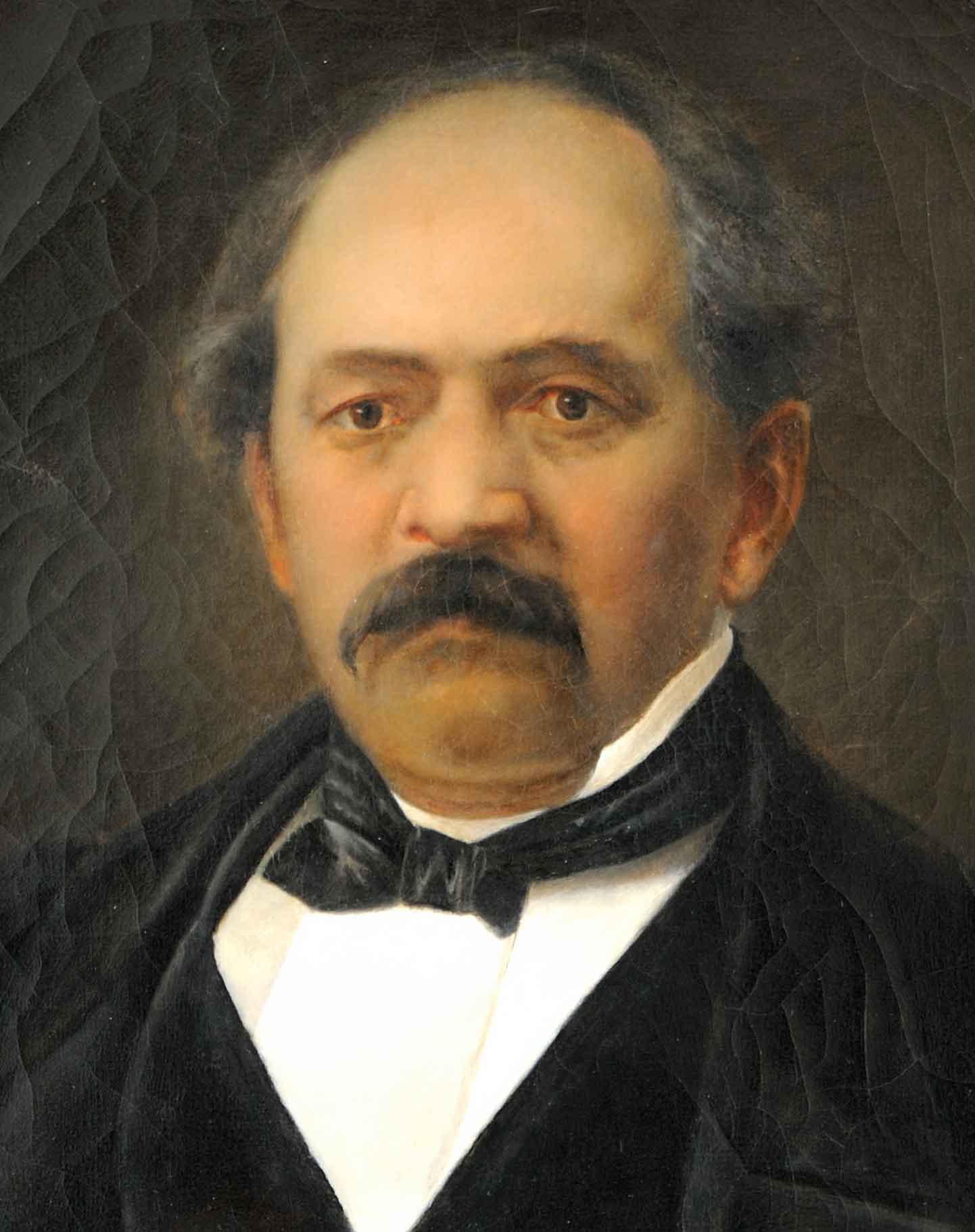
ヨハン・アダム・ヘッケル（1870年頃）

ヨハン・アダム・ヘッケル（Johann Adam Heckel、1812年7月14日 - 1877年4月13日）は、ドイツの楽器製作者であった。アドルフ生まれ。死没地はビープリッヒ。1831年にヴィースバーデン-ビープリッヒで同族会社を設立し、ドイツ随一のファゴット製作者となった。ファゴットに多くの改良を行った。彼の会社ヴィルヘルム・ヘッケルGmbHは今でも世界最高のファゴットメーカーの1つと見なされている。会社はコントラファゴット、ヘッケルフォンも製造する。